# Vakif
Vakif (od tur. vȃkif, došlo iz arapskog), u osmanskom pravu je osoba koja je osnovala vakuf odnosno zakladu. U zapadnom pravu odgovara pojmovima zakladnika, zavještača i donatora.
Naznamenitiji vakifi u Bosni i Hercegovini su: Ishak-beg Ishaković, Gazi Husrev-beg, Rustem-paša Hrvat, Mehmed-paša Sokolović, Ferhad-paša Sokolović, h. Mehmed-beg Karađoz Hrvat, Ali-paša Rizvanbegović, Turali-beg, Ali-aga Kučukalić, Husein-kapetan Gradaščević i dr.